# Prévention des cancers
La prévention des cancers désigne l'ensemble des comportements destinés à diminuer l'incidence des cancers, c'est-à-dire à réduire l'apparition des nouveaux cas dans une population saine par la diminution des causes et des facteurs de risque mais aussi tous les actes destinés à détecter un cancer avant l'apparition des symptômes, de façon à pouvoir intervenir pour ralentir ou arrêter sa progression.
Il est ainsi possible de prévenir les cancers par des actions de :
- prévention primaire par :
  - la réduction ou l’élimination des facteurs de risque ;
  - l'amplification des facteurs de protection (par exemple un médicament possédant des propriétés susceptibles de diminuer le risque de développer un cancer, chimioprévention) ;
- prévention secondaire par le dépistage et le diagnostic précoce.

## Prévention primaire des cancers

### Actions sur les facteurs de risque
Les facteurs de risque sont liés au mode de vie, à l’environnement ou au milieu professionnel. Ils ont été clairement identifiés : le tabac, l’alcool, certains agents physiques, chimiques ou infectieux. D’autres, tels les champs électromagnétiques liés à l’usage des téléphones mobiles, font encore l’objet d’études. 5 à 10 % des cancers seraient liés à des facteurs environnementaux.
Ces facteurs de risque sont parfois en lien avec des modifications génétiques qui peuvent altérer un proto-oncogène. Ces facteurs de risque sont des cancérogènes (appelés aussi cancérigènes ou carcinogènes) provoquant, aggravant ou sensibilisant l'apparition d'un cancer. Cela peut être un produit chimique simple ou complexe, une exposition professionnelle, des facteurs de risque liés au mode de vie ou encore des agents physiques et biologiques.

#### Tabac
L'Organisation mondiale de la santé a estimé la mortalité attribuable au tabac en 2004 à 5,1 millions de personnes dans le monde, ce qui représente 9 % de la mortalité totale. En France, cette estimation est de 73 000 décès en 2004, soit 14 % de la mortalité totale et 44 000 décès par cancer. Cette mortalité totale attribuable au tabac inclut 85 % des décès par cancer du poumon, 70 % des décès par maladie respiratoire chronique et 10 % des décès par maladie cardiovasculaire. Le tabac est la cause de 22 % des décès masculins et 5 % des décès féminins en France.
Le tabagisme provoque près de 90 % des cancers du poumon, plus de la moitié des cancers des voies aérodigestives supérieures selon la localisation (bouche, larynx, pharynx, œsophage), 40 % des cancers de la vessie et 30 % des cancers du pancréas. Il est aussi impliqué dans les cancers des voies urinaires et du rein, du col de l'utérus, de l'estomac, de certaines leucémies, des ovaires, du colon et du rectum. Il pourrait être en cause dans l'apparition de cancers du sein. Ne pas fumer ou arrêter reste donc la meilleure chose à faire pour limiter son risque de cancers.

#### Alcool
En France, la consommation de boissons alcoolisées représente la seconde cause de mortalité évitable par cancer, après le tabac. En 2000, près de 10 000 décès par cancer étaient attribuables à l’alcool soit 6,9 % des décès par cancer (9,4 % chez les hommes et 3,0 % chez les femmes). Sa consommation augmente le risque de plusieurs cancers : bouche, pharynx, larynx, œsophage, côlon-rectum, sein… Bien qu’elle soit en baisse en France depuis les années 1960, elle demeure encore l’une des plus élevées en Europe.
Le risque de cancers augmente de manière linéaire avec la dose d’alcool apportée par les boissons, sans effet de seuil. Toutes les boissons alcoolisées produisent le même effet sur l'homme.
Trois des actions de la mesure 11 du Plan cancer 2009-2013 portent spécifiquement sur l’alcool :
- 11.5 : Préciser sur les contenants de boissons alcooliques la quantité d’alcool contenue afin de faciliter l’estimation de sa consommation ;
- 11.6 : Renforcer les aides aux personnes en difficulté avec leur consommation d’alcool ;
- 11.7 : Mettre en œuvre les mesures relatives à l’offre d’alcool adoptées dans la loi « Hôpital, patients, santé, territoires ».

L’Institut national du cancer a publié plusieurs documents qui font le point des connaissances sur ce sujet et édictent des recommandations pour la prévention primaire des cancers liés à la consommation d’alcool.

#### Exposition aux rayonnements UV
La surexposition aux rayonnements ultraviolets naturels et artificiels représente un facteur de risque majeur dans le développement des cancers de la peau.
L'évolution, ces 30 dernières années, de la pratique du bronzage est corrélée à une augmentation forte des cancers cutanés et en particulier des mélanomes, dont l'incidence a plus que triplé dans la période 1980-2005. En termes de fréquence dans la population française, le mélanome cutané constitue en 2011, la 6e cause de cancer chez la femme avec 5 100 nouveaux cas estimés, et le 8e cancer chez l’homme avec 4 680 nouveaux cas estimés. Les mélanomes cutanés représentent les 14e et 12e causes de décès chez la femme et chez l’homme avec, respectivement, 720 et 900 décès estimés pour l’année 2011 pour 9 780 nouveaux cas totaux estimés.
L'adoption de nouvelles habitudes de prévention propose la protection solaire (en particulier des enfants) et la suppression des expositions ou l'utilisation de crème solaire protectrice.

#### Particules fines
Les particules fines désignent généralement les particules de diamètre inférieur à 2,5 µg (PM 2,5) présentes en suspension dans l'atmosphère. Elles constituent l'un des principaux facteurs de risque sanitaire lié à la pollution de l'air.
En juin 2012, le Centre international de recherche sur le cancer (CIRC) a classé les particules fines diesel dans la liste de cancérogènes du groupe 1 comme cancérogènes certains pour l'homme.

#### Agents infectieux
Certains agents infectieux (oncovirus, bactéries, parasites) peuvent provoquer ou favoriser la survenue d'un cancer. Le CIRC compte une dizaine d'agents infectieux dans sa classification des agents cancérogènes pour l'homme. La politique de prévention des cancers d'origine infectieuse, notamment mise en place par le Plan cancer 2009-2013, s'appuie entre autres sur la vaccination, le dépistage de l'infection, et/ou des lésions pré-cancéreuses.

#### Pesticides
Un pesticide est une substance répandue sur une culture pour lutter contre des organismes considérés comme nuisibles. C'est un terme générique qui rassemble les insecticides, les fongicides, les herbicides, les parasiticides. Ils s'attaquent respectivement aux insectes ravageurs, aux champignons, aux « mauvaises herbes » et aux vers parasites. Très largement utilisés, ils ont un impact sur l’environnement et certains sont mis en cause dans la survenue de cancers.
Des actions de santé publique ont été mises en place au niveau européen et au niveau national pour améliorer les connaissances sur leur mode d’action, sur l’exposition des populations ainsi que pour diminuer et sécuriser leur usage.
Le 28 juillet 2014, l'Institut national du cancer publie la version actualisée d'une fiche repère portant sur un état des lieux des connaissances sur les pesticides et les risques de cancers.

#### Perturbateurs endocriniens
Selon l'OMS, « les perturbateurs endocriniens sont des substances chimiques d'origine naturelle ou artificielle étrangères à l'organisme qui peuvent interférer avec le fonctionnement du système endocrinien et induire ainsi des effets délétères sur cet organisme ou sur ses descendants ».
Parmi ceux-ci, on peut citer notamment les phtalates, présents dans certains plastiques, les retardateurs de flamme (mousses pour les mobiliers, équipements électroniques), les hydrocarbures aromatiques polycycliques, les pesticides organochlorés.

##### Chlordécone
Le chlordécone est un produit phytosanitaire, pesticide organochloré de la famille des bishomocubanes.
Il s'agit d'un perturbateur endocrinien, classé par le CIRC dans la liste des cancérogènes du groupe 2B c'est-à-dire comme potentiellement cancérigène pour l'homme.
Insecticide organochloré, il a été largement utilisé dans les Antilles françaises entre 1973 et 1993 pour combattre le charançon du bananier.

#### Substances chimiques
Depuis les années 1930, la production mondiale de substances chimiques a été multipliée par 400. Certaines d'entre elles peuvent avoir des effets nocifs importants sur l'environnement et la santé, même à faible dose.
On peut citer notamment les amines aromatiques et les goudrons de houille utilisés en milieu professionnel, impliqués dans les cancers de la vessie (2 à 14 % des cas), le benzène auquel sont attribuées 5 à 18 % des leucémies, divers produits (bois, nickel, chrome...) responsables de cancers naso-sinusiens, les perturbateurs endocriniens, telles les dioxines suspectées d'être associées au cancer du sein et aux hémopathies malignes ou encore des médicaments dont les résidus sont présents dans l'environnement.

#### Radon
Gaz radioactif naturel, transparent et inodore, le radon est un produit notamment par les roches granitiques et volcaniques.
Il est présent partout à la surface de la planète et représente la première cause d’irradiation naturelle en France. L'INCa estime qu’il y est responsable, chaque année, de 2 500 à 3 500 décès par cancer du poumon.
Pour l'OMS, dans de nombreux pays, le radon constitue en 2014 la deuxième cause de cancer pulmonaire, après le tabagisme. On estime que la proportion des cancers pulmonaires imputables au radon est comprise entre 3 et 14 %.
Cependant, des études menées en Europe, en Amérique du Nord et en Chine ont confirmé que des concentrations plus faibles – telles que celles que l’on trouve dans les habitations – présentent aussi un risque pour la santé et jouent un rôle important dans l’apparition de cancers pulmonaires partout dans le monde. 
Le risque de cancer pulmonaire augmente de 16 % par tranche de 100 Bq/m3 supplémentaire dans la concentration de radon. La relation dose-effet est linéaire, ce qui signifie que le risque de cancer pulmonaire augmente proportionnellement avec l'exposition au radon.

#### Ondes électromagnétiques
L’impact sur la santé des ondes électromagnétiques présentes dans l’environnement et en milieu professionnel est controversé. En particulier, le risque de cancers induits par les téléphones mobiles fait l’objet de nombreuses études.
Le 31 mai 2011, un groupe de travail de chercheurs, sollicité par le CIRC a classé comme « peut-être cancérogènes pour l'homme » les champs électromagnétiques de radiofréquence, dont ceux de la téléphonie mobile.
En application du principe de précaution, et en attendant les résultats d'investigations complémentaires, le ministère chargé de la santé, l’Agence nationale de sécurité sanitaire de l'alimentation, de l'environnement et du travail (ANSES) et l’Institut national de prévention et d'éducation pour la santé (INPES) ont édicté des règles de bon usage du téléphone mobile.

#### Amiante
Longtemps utilisé comme matériau d’isolation thermique, l’amiante est devenu un problème de santé publique et a provoqué une catastrophe sanitaire d’une ampleur considérable. Elle est la cause principale du mésothéliome et est impliquée dans les cancers bronchiques primitifs.

#### Travail et cancers
La prévention des cancers en milieu professionnel désigne l'ensemble des actes destinés à diminuer l’exposition à des cancérogènes.

### Actions sur les facteurs de protection
Les comportements individuels peuvent aggraver ou diminuer le risque de cancers.
L’alimentation et l’activité physique constituent un enjeu majeur dans la prévention primaire de certains cancers. Plusieurs facteurs de risque ou, au contraire, facteurs de protection ont été identifiés ces dernières années. Il a ainsi été montré qu'une alimentation diversifiée et équilibrée, limitant la consommation de boissons alcoolisées et associée à la pratique d'une activité physique, pouvait réduire le nombre de nouveaux cas de certains cancers.

#### Chimioprévention des cancers
- Aspirine et cancer

En 2003, plusieurs essais cliniques montraient que de petites doses d'aspirine étaient susceptibles de diminuer la récurrence des polypes intestinaux et la survenue des cancers du côlon.
À la suite d'une méta-analyse de l'U.S. Preventive Services Task Force réalisée en 2007, l'utilisation de l'aspirine n'est pas recommandée pour la prévention des cancers, les doses utilisées pouvant provoquer des hémorragies digestives.
Le 16 juillet 2013, une étude randomisée menée sur une cohorte de 33 682 participantes âgées de 45 ans ou plus et en bonne santé, avec un suivi médian de 10 ans, montre qu'une dose de 100 mg d'aspirine un jour sur deux peut réduire le risque de cancer colorectal chez des femmes en bonne santé.
- Contraceptifs oraux et cancer

En juin 2013, à partir d'une revue systématique de 55 études publiées entre 1990 et 2012 (6 476 patientes), des chercheurs ont montré un effet préventif des contraceptifs oraux sur l'incidence du cancer de l'ovaire en population générale.

#### Supplémentation alimentaire
- Vitamine D et cancer

Une méta-analyse du 10 juin 2014 évalue l'association entre la vitamine D en supplémentation et le risque de cancer (4 333 cas) ou le nombre de décès associés à la maladie (1 190) : la conclusion de cette étude sur 2 à 7 ans montre une incidence peu significative de la supplémentation en Vitamine D.

#### Alimentation
Une bonne alimentation est un facteur déterminant de l’amélioration de l’état de santé général de la population. Les facteurs nutritionnels ont des liens évidents avec certains cancers : le troisième Plan national nutrition santé (PNNS) 2011-2015, qui s’articule notamment avec le Plan cancer et le Plan Obésité 2010-2013, poursuit l’objectif de sensibilisation de la population et des professionnels aux enjeux de nutrition.
Exemples :
- myrtilles : des pigments (anthocyanines notamment) et de nombreux composés phytochimiques ont fait l'objet de recherches préliminaires sur leur rôle potentiel dans la prévention des maladies inflammatoires et des cancers[23],[24],[25],[26],[27],[28],[29].

- crucifères : une revue de la littérature de juillet 2013 (3 études de cohorte et 7 études cas-témoins) montre que la consommation de crucifères est liée à la diminution du risque de cancer du rein[30]. En particulier, une méta-analyse publiée en 2014 suggère que certains caroténoïdes capables de former de la vitamine A (pro-vitamines A du type (α-carotène, β-carotène, β-cryptoxanthine) sont associés à une réduction du risque de cancer de la vessie[31].

#### Exercice physique
La pratique quotidienne d’une activité physique permet de diminuer le risque de développer certaines maladies dont les cancers. L’activité physique est aussi un moyen d’utiliser l’énergie consommée via les aliments ingérés : elle limite ainsi la prise de poids.

## Prévention secondaire des cancers
Elle comprend tous les actes destinés à détecter un cancer avant l'apparition des symptômes, de façon à pouvoir intervenir pour ralentir ou arrêter sa progression. Si la prévention primaire des cancers intéresse les populations, la prévention secondaire vise plus particulièrement l'individu à haut risque et peut faire appel à l'intervention clinique en évitant la progression de la pathologie et l'apparition des métastases.